# 亞伯拉罕·路易·布雷蓋

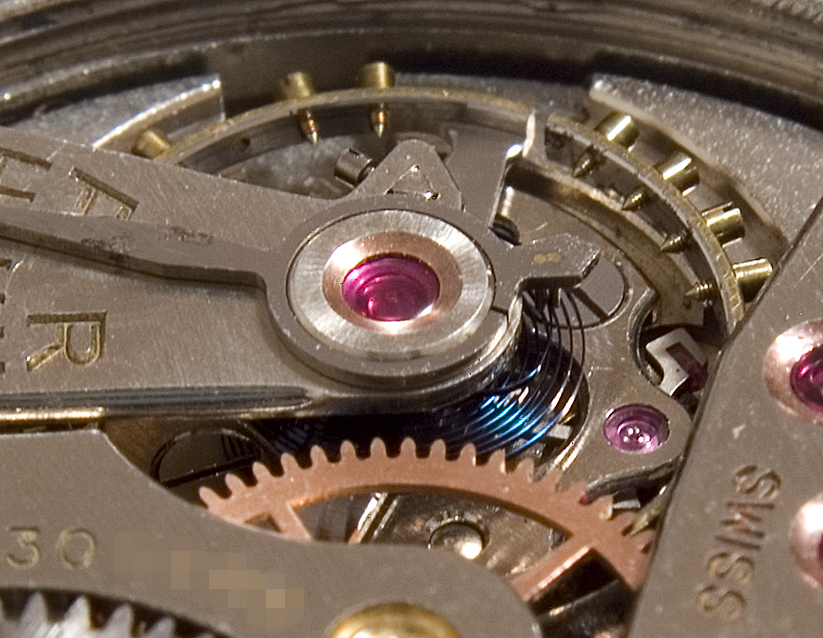
上繞遊絲(藍色的部份)

亞伯拉罕·路易·布雷蓋（法語：Abraham-Louis Breguet，發音：[abʁa.am lwi bʁeɡɛ]；1747年1月10日—1823年9月17日），他出生於瑞士的納沙泰爾，為著名鐘錶製造師、宝玑品牌的创始人，為鐘錶製造業作了許多創新。他在法國與英格蘭學習製錶，並發明了不同擒縱器（Escapement）的方法，包括陀飛輪、捲繞機制（re-winding）與雙層游絲（overcoil，游絲加上提高的圈外線圈之改良，因此亦稱為「上繞遊絲」）等等。他創作的鐘錶被廣泛地認為是最為美麗與極高科技成就，也被稱為「陀飛輪之父」。

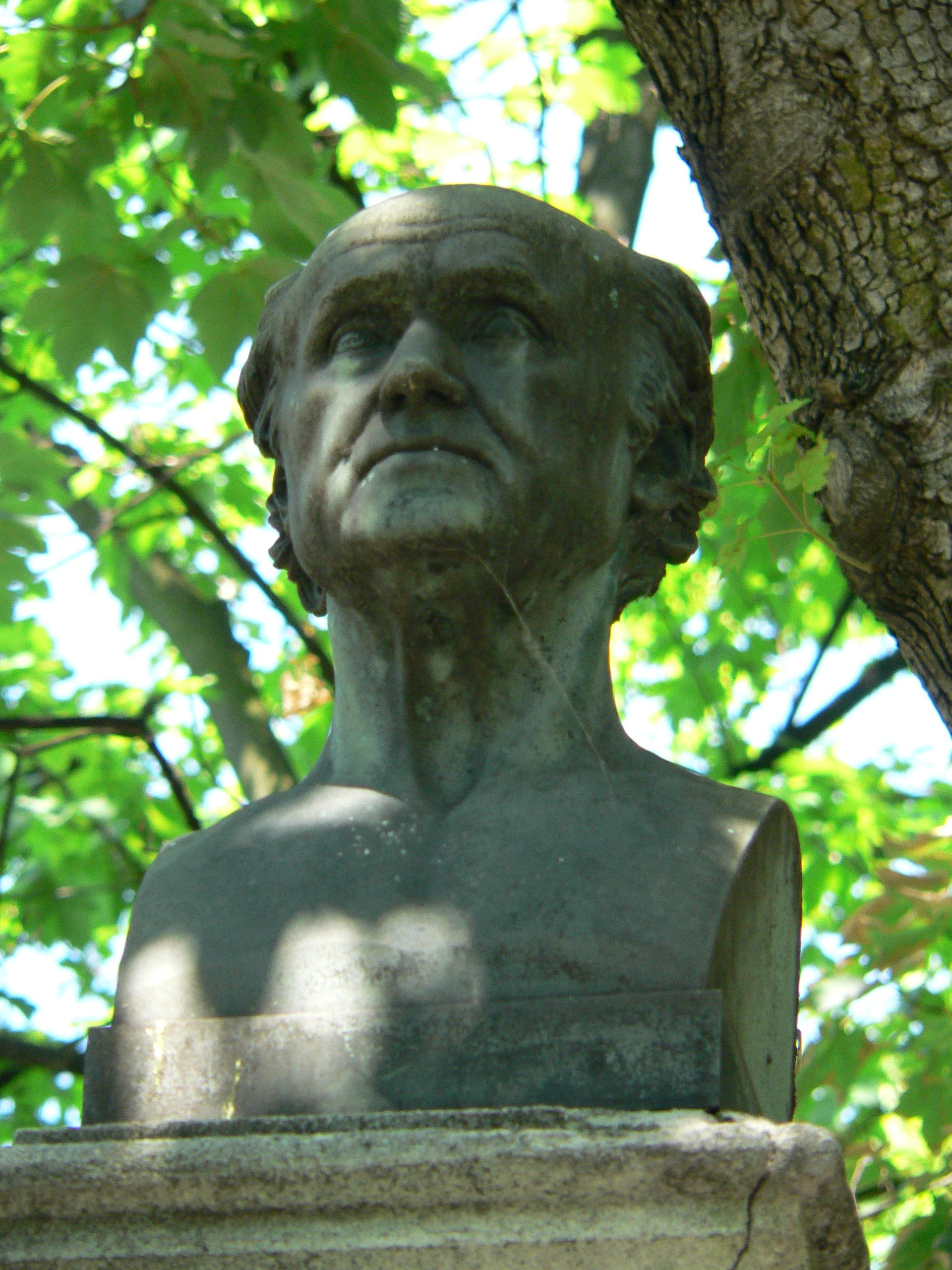
位於拉雪茲神父公墓的亞伯拉罕·路易·布雷蓋雕像

1775年，他於巴黎西岱島創立了寶璣手錶製造公司。1815年，他獲得法國海軍的正式任命。
布雷蓋於1823年9月17日逝世於巴黎。

## 外部連結
- 寶璣官方網站（页面存档备份，存于）